# Климентьєвка
Климе́нтьєвка (каз. Климентьевка) — село у складі Жанасемейського району Абайської області Казахстану. Входить до складу Новобаженовського сільського округу.
Населення — 121 особа (2021; 308 у 2009, 410 у 1999, 482 у 1989).
Національний склад станом на 1989 рік:
- казахи — 100 %